# 我們的辦公室
《我們的辦公室》（英語：The Office）是一部改編英國電視劇的同名情境喜劇及偽紀錄片《辦公室風雲》。此劇於2005年3月24日開始在國家廣播公司（NBC)首播，直到2013年5月16日第九季完結。
美國版《我們的辦公室》發生在位於美國賓夕法尼亞州斯克蘭頓一間虛構的紙業分公司（Dunder Mifflin），採取單機拍攝紀錄片的形式記述該公司職員的日常辦公室生活。本劇內容雖為虛構，但有別於其他情景喜劇並沒有搭配罐頭笑聲。《办公室》曾為NBC的收視率最好的節目之一，並在18-49歲收視人口群裡有高收視率。

## 概要
一個記錄片拍攝團隊，選定在美國賓夕法尼亞州斯克蘭頓一間紙業分公司（Dunder Mifflin）拍攝他們在辦公室上班的日常；除了記錄辦公室職員間的互動之外，有時拍攝團隊也會針對一些突發事件做個別的採訪紀錄，有時甚至會跟拍到公司職員的家裡去。
劇情中一大部份的內容在講述區經理麥克·史考特如何用他非常人的方式來管理他的辦公室員工；他們時常在會議室裡開著讓人匪夷所思的會議；辦公室同事間的關係也相當的複雜，充滿了言詞、行為的不當、辦公室霸凌和性騷擾；隨著劇情的發展，故事也會慢慢揭露出各個員工驚人的私生活。

## 製作

### 製作團隊
本劇由 Greg Daniels 擔任前四季的節目統籌。第四季結束後，Daniels與同為本劇編劇的 Michael Schur 共同創作公園與遊憩（Parks and Recreation）。第五季起，由Paul Lieberstein與Jennifer Celotta共同擔任節目統籌；Celotta於第六季後離開，Lieberstein則續任至第八季。第八季後，Lieberstein因籌備衍生劇《The Farm》（以角色 Dwight Schrute 為主角）而卸任，但該劇最終未被 NBC 採用。第九季起，Greg Daniels回歸擔任節目統籌。
執行製作人包括 Daniels、Lieberstein、Schur，以及劇中演員B·J·諾瓦克 和 敏迪·卡靈。其中敏迪·卡靈參與撰寫 24 集，是編劇群中編寫集數最多者。敏迪·卡靈、B·J·諾瓦克與 Paul Lieberstein 除編劇職責外，也擔任導演與製作人，並分別在劇中飾演Kelly Kapoor、Ryan Howard和Toby Flenderson 等角色。
英國原版創作者瑞奇·賈維斯與史蒂芬·默錢特被列為本劇執行製作人，並共同撰寫美版試播集及第三季集數〈The Convict〉。史蒂芬·默錢特曾執導〈Customer Survey〉，瑞奇·賈維斯則於第七季第14集〈The Seminar〉與第七季〈Search Committee〉兩集中客串，重現其原版角色 David Brent。
導演方面，Randall Einhorn為本劇執導集數最多的導演，共15集。其他客座導演包括 J·J·亞伯拉罕（《LOST檔案》共同創作者）、喬斯·溫登（《魔法奇兵》創作者）、強·法夫洛、哈羅德·雷米斯、傑森·瑞特曼與馬克·偉柏。多位劇中演員亦擔任過導演，包括史提夫·卡爾、雷恩·威爾森、約翰·卡拉辛斯基、B·J·諾瓦克、艾德·赫姆斯、Brian Baumgartner、敏迪·卡靈與Paul Lieberstein。

### 開發與編劇
第二集播出前，編劇團隊曾花時間實地參訪辦公室進行田野研究。這一創作流程亦應用於Greg Daniels的其他作品《一家之主》與《公園與遊憩》。首集為英國原版影集第一集的直接改編，Daniels 表示採用此方式是因為「從零開始風險太高」，尤其考量本劇為改編作品，他曾短暫考慮以〈The Dundies〉作為首播集內容。
確認演員陣容後，編劇便可依據演員特質進行角色設計與劇本創作，這使第二集〈Diversity Day〉開始，劇情風格更加原創化。鑒於第一季播出後評價兩極，製作團隊自第二季起嘗試讓劇情更「樂觀」，並調整主角Michael Scott的形象，使其更具親和力。同時，配角角色也獲得更多篇幅與個性描繪，使觀眾能產生共鳴。此外，劇組亦將辦公室的燈光調亮，以區別於英版的灰暗風格。
B·J·諾瓦克表示，劇本撰寫常面臨篇幅過長問題，導致多數集數需進行刪剪。例如，第七季〈Search Committee〉一集的原始劇本長達75頁，超出標準篇幅約10頁。雖然每集皆有完整劇本，但演員於拍攝時可進行即興演出。飾演Pam的 珍娜·費雪表示：「我們的節目百分之百有劇本，所有內容都寫在紙上，但我們也可以稍微發揮。史提夫·卡爾和雷恩·威爾森是非常出色的即興演員。」
這些即興演出產生了大量被刪剪片段，幾乎每集皆有，Greg Daniels認為這些片段仍屬於劇情正史（canon）的一部分。某些刪剪片段會在重播版本中重新剪入，以延長播出時長或吸引曾經看過的觀眾回流觀看。曾有一次實驗性嘗試，將一段來自〈The Return〉的刪剪片段上架至 NBC.com 和 iTunes，用以解釋某角色數集未登場的原因。Daniels原期望透過粉絲之間的口耳相傳擴散資訊，但最終認為該次實驗未達預期效果。

### 選角

#### 主角群
飾演Pam的珍娜·費雪表示，該劇採用不同於傳統的試鏡方式，不是讓演員對讀劇本，而是要求他們以角色身分回答提問。起初，NBC節目負責人Kevin Reilly曾建議製作人Ben Silverman考慮由保羅·賈麥提擔任 Michael Scott 一角，但對方婉拒。其他曾被報導有意接演者包括馬丁·肖特、漢克·阿扎里亞和巴布·奧登科克。Silverman也曾邀請英版原主角瑞奇·賈維斯飾演Michael，但他認為不合邏輯，亦不願遷居美國，因此拒絕演出。
2004 年1月，《綜藝 (雜誌)》（Variety）報導，來自《每日秀》的 史提夫·卡爾正在洽談接演Michael一角。當時他亦已參與另一部 NBC 喜劇《Come to Papa》，但該劇很快遭腰斬，使其可全心投入演出。史提夫·卡爾曾表示自己在試鏡前僅看過英版首集一半，為避免模仿瑞奇·賈維斯的表演，他選擇不再繼續觀看。
曾考慮或試鏡Michael一角者還包括本·法爾科內、艾倫·圖克、Jim Zulevic和Paul F. Tompkins。雷恩·威爾森則獲選飾演爭權好勝的Dwight Schrute，他在試鏡前觀看了整部英版影集。雷恩·威爾森最初試鏡的是 Michael角色，並形容自己的表演像是「糟糕的瑞奇·賈維斯模仿秀」，但選角導演更偏好他詮釋Dwight的版本，遂錄取之。其他試鏡 Dwight 一角的演員還包括塞斯·羅根、Matt Besser、派頓·奧斯瓦特和 Judah Friedlander。此後，史提夫·卡爾的妻子Nancy Carell也加入演出，飾演 Michael 的情人 Carol Stills。史提夫·卡爾表示妻子起初對回歸表演感到緊張，因她已多年未演戲，但兩人合作過程十分愉快。

#### Jim 與 Pam
約翰·卡拉辛斯基與珍娜·費雪分別飾演Jim Halpert與Pam Beesly，為劇中的主要感情線角色。約翰·卡拉辛斯基與B·J·諾瓦克曾為同學，亦是多年好友。約翰·卡拉辛斯基在接演前一度打算放棄演藝事業，後來在節目《荷伯報到》中提到，自己曾給演藝生涯兩至三年的期限，若無成果即退出，幸而在下定決心後三週內即獲得Jim一角。
珍娜·費雪為了試鏡Pam一角，刻意讓自己造型樸素，創造出後來廣為人知的Pam 髮型。她在NPR節目《Fresh Air》中回憶最終試鏡過程，製作團隊將四組Pam與四組 Jim 搭配，觀察化學反應。試鏡結束時，約翰·卡拉辛斯基對她說她是他最喜歡的 Pam，而她也回以他是自己最喜歡的 Jim。亞當·史考特與周約翰曾試鏡Jim一角，凱薩琳·哈恩則曾試鏡Pam。

#### 配角與其他演員
本劇配角群多來自即興劇背景，包括 Angela Kinsey、Kate Flannery、Oscar Nunez、Leslie David Baker、Brian Baumgartner、Melora Hardin 及 David Denman。Kinsey 原先試鏡的是Pam，但製作人認為她個性過於強勢，後來轉而讓她演出 Angela Martin。Flannery則最初試鏡Jan Levinson-Gould，最終獲得 Meredith Palmer一角。
Baumgartner原先試鏡角色為Stanley，後改為飾演Kevin。試播集導演 Ken Kwapis發現選角助理Phyllis Smith與其他演員搭戲效果良好，因而讓她演出 Phyllis。第三季開始，艾德·赫姆斯與拉什達·瓊斯加入演出，飾演 Dunder Mifflin Stamford 分公司職員。拉什達·瓊斯後來轉至《公園與遊憩》成為固定班底，NBC 則宣布艾德·赫姆斯升格為常駐角色。
本劇亦有多位編劇客串演出。B·J·諾瓦克擔任臨時工Ryan Howard，是Daniels觀賞其單口喜劇表演後錄取的。Paul Lieberstein則在B·J·諾瓦克推薦下飾演人資Toby Flenderson。敏迪·卡靈最初未安排演出，直至第二集〈Diversity Day〉劇情需由Michael被一位少數族裔角色掌摑，才由她出任Kelly Kapoor一角；敏迪·卡靈表示：「從那一掌之後，我就一直在劇中了。」 Michael Schur 則偶爾客串演出Dwight的表親 Mose，顧問製作人 Larry Wilmore飾演多元訓練講師 Mr. Brown。
第三季原規劃邀請英版演員Mackenzie Crook、馬丁·費里曼及 Lucy Davis 客串演出，但因行程衝突未能實現。不過，瑞奇·賈維斯曾在第七季中兩度以 David Brent 身分客串登場。

#### 拍攝方式
《我們的辦公室》採用單鏡頭拍攝手法，並模仿「真實電影」（cinéma vérité）風格，以營造真實紀錄片的視覺效果。全劇不設現場觀眾與罐頭笑聲，讓其「面無表情式」與「荒誕」幽默風格得以充分展現。本劇的核心設定為一支攝影團隊正長期拍攝 Dunder Mifflin公司及其員工的日常。角色會直接承認鏡頭的存在，尤以主角Michael Scott最為積極參與拍攝。當 Michael 製造出尷尬場面時，角色（特別是 Jim 與 Pam）也常以眼神望向鏡頭作為反應。正片劇情之外，亦穿插大量「單人鏡頭訪談」（confessionals）片段，由角色面對鏡頭直述想法。
飾演Jim的約翰·卡拉辛斯基獲選後，曾親自前往賓州的斯克蘭頓拍攝城市畫面、訪問當地紙業公司員工，並將拍攝片段用於片頭畫面。
為營造紀錄片風格，製作團隊聘請曾執導《倖存者》（Survivor）的攝影指導 Randall Einhorn，為本劇帶來「粗糙跳躍」的鏡頭質感。為配合拍攝設計，主場景採開放式辦公室格局，由節目統籌 Greg Daniels、場景設計師Donald Lee Harris（後由Matt Flynn接任）以及試播集導演 Ken Kwapis 所共同規劃。設計重點在於讓攝影師能自由捕捉角色在「無防備狀態」下的行為。與傳統片場不同，劇組刻意使用固定式牆體建造辦公室，營造出密閉、侷促的空間感，也象徵紀錄片團隊與角色一同被困在此環境中。
製作人Michael Schur曾表示，全劇將嚴格遵循紀錄片格式進行拍攝。製作人與導演們會就每場戲在「紀錄片視角」下的可行性進行詳細討論。例如第四季一集中，Michael 嘗試繞遠路上廁所以避開Stanley。劇組爭論該場景是否符合真實拍攝邏輯，最終由 Einhorn實地走位測試攝影師能否完整拍攝動線。
隨著劇集進展，後期季數對紀錄片格式逐漸鬆綁，攝影機開始出現在現實紀錄片團隊不可能到達的位置。這一變化也改變了劇集的編劇與喜劇風格，此一致性問題引發部分評論與粉絲批評。
本劇第一季實際在加州卡爾弗城的一間辦公空間拍攝。自第二季起，改至位於聖費南多谷的 Chandler Valley Center Studios 進行拍攝。

#### 音樂
在選定主題曲時，製作人Greg Daniels曾考慮多種音樂選項，包括現有歌曲〈Better Things〉（The Kinks）、〈Float On〉（Modest Mouse）與〈Mr. Blue Sky〉（Electric Light Orchestra），以及數首由音樂人主動投稿的原創曲目。Daniels 決定交由演員團隊進行投票，並提供四首備選曲。多數演員支持使用〈Mr. Blue Sky〉，但由於該曲已被用於影集《LAX》（2004–2005），因此無法採用。最終選定由 Jay Ferguson 創作的原創曲目，並由 The Scrantones 演出作為片頭曲。
主題曲用於片頭片段，搭配斯克蘭頓場景、辦公室日常與主要演員畫面。部分集數使用主題曲的短版版本。自第四季起，主題曲也用於片尾，取代原先靜音滾字幕的形式。Ferguson曾表示這首主題曲的風格「違反類型預期，具有某種脆弱與渴望，隨後爆發為過度的樂觀，最終再被現實粉碎——這正體現了本劇的主旨」。
作為仿紀錄片格式影集，《我們的辦公室》不設罐頭笑聲，劇中大多數音樂為劇情內在音（diegetic music），即由角色演唱、播放或透過收音機、電腦等設備發出。不過也有部分集數於蒙太奇片段或片尾加入配樂，如艾爾頓·強的〈Tiny Dancer〉（出現在〈The Dundies〉一集）與肯尼·羅傑斯與桃莉·巴頓合唱的〈Islands in the Stream〉（出現在〈E-mail Surveillance〉一集）。
劇中音樂多為廣為人知的流行歌曲，並常反映角色性格。例如Michael曾試圖表現「潮流」形象，選擇〈Mambo No. 5〉與〈My Humps〉作為手機鈴聲。他也曾將女神卡卡的〈Just Dance〉誤認為布蘭妮·斯皮爾斯的〈Gimme More〉，呈現其音樂認知上的幽默錯誤。Daniels 表示，凡是出現在集數中的既有歌曲皆不被視為配樂（score），因此可自由使用於劇中場景中。

## 主要角色及其他角色
本劇的角色包含了片頭影片裡的五位主角、分公司（銷售部門及倉儲部門）裡的其他職員，以及他們在職業或私人生活中出現的人物。
主角
- 麥可·史考特（Michael Scott）：史提夫·卡爾（Steve Carell）飾

區經理
- 杜懷特·舒魯特（Dwight Schrute）：雷恩·威爾森（Rainn Wilson）飾

業務員
- 吉姆·哈柏特（Jim Halpert）：約翰·卡拉辛斯基（John Krasinski）飾

業務員
- 潘·碧絲蕾（Pam Beesly）：珍娜·費雪（Jenna Fischer）飾

櫃台接待員
- 萊恩·霍華（Ryan Howard）：B·J·諾瓦克（B. J. Novak）飾

實習生
常駐配角
- 安迪·柏納德（Andy Bernard）：艾德·赫姆斯（Ed Helms）飾

業務員
- 史丹利·韓德森（Stanley Hudson）：萊斯利·大衛·貝克（Leslie David Baker）飾

業務員
- 菲莉絲·拉蘋凡絲（Phyllis Lapin-Vance）：菲莉絲·史密斯（Phyllis Smith）飾

業務員
- 安吉拉·瑪婷（Angela Martin）：安吉拉·金賽（Angela Kinsey）飾

會計
- 凱文·馬龍（Kevin Malone）：布萊恩·鮑姆加特納（Brian Baumgartner）飾

會計
- 奧斯卡·馬提涅茲（Oscar Martinez）：奧斯卡·努涅斯（Oscar Nuñez）飾

會計
- 梅瑞狄斯·帕爾默（Meredith Palmer）：凱特·富蘭納瑞（Kate Flannery）飾

供應商關係專員
- 凱莉·卡蒲爾（Kelly Kapoor）：敏蒂·卡靈（Mindy Kaling）飾

客戶服務專員
- 克雷德·布萊頓（Creed Bratton）：克雷德·布萊頓（Creed Bratton）飾

品保員
- 戴洛·菲爾賓（Darryl Philbin）：克雷格·羅賓森（Craig Robinson）飾

倉儲部門領班
- 陶比·弗蘭德森（Toby Flenderson）：保羅·萊本斯坦（Paul Lieberstein）飾

人力資源專員
- 艾琳·漢儂（Erin Hannon）：埃莉·肯珀（Ellie Kemper）飾

櫃台接待員
其他配角
- 洛伊·安德森（Roy Anderson）：大衛·丹曼（David Denman）飾

倉儲員
- 珍·萊文森（Jan Levinson）：瑪露拉·哈汀（Melora Hardin）飾

地區銷售副總裁
- 大衛·瓦勒斯（David Wallace）：安迪·巴克利（Andy Buckley）飾

財務長
- 凱倫·斐莉佩利（Karen Filippelli）：拉什达·琼斯（Rashida Jones）飾

業務員
- 荷莉·芙蕾克斯（Holly Flax）：艾米·瑞恩（Amy Ryan）飾

人力資源專員
- 查爾斯·麥勒（Charles Miner）：伊德瑞斯·艾尔巴（Idris Elba）飾

東北區副總裁

## 收視率
| 季別 | 播放時段                                         | 該季首播日    | 該季完結日    | 電視季別       | 排名 | 收視人口 （百萬） | 收視率排行 （18-49歲收視群） |
| ---- | ------------------------------------------------ | ------------- | ------------- | -------------- | ---- | ----------------- | ---------------------------- |
| 1    | 星期二晚間9:30                                   | 2005年3月24日 | 2005年4月26日 | 2004年－2005年 | 102  | 5.4               | 82                           |
| 2    | 星期二晚間9:30 2006年1月5日後 調至星期四晚間9:30 | 2005年9月20日 | 2006年5月11日 | 2005年－2006年 | 67   | 8.0               | 34                           |
| 3    | 星期四晚間8:30                                   | 2006年9月21日 | 2007年5月17日 | 2006年－2007年 | 68   | 8.3               | 28                           |
| 4    | 星期四晚間9:00                                   | 2007年9月27日 | 2008年5月15日 | 2007年－2008年 | 77   | 8.0               | 24                           |
| 5    | 星期四晚間9:00                                   | 2008年9月25日 | 2009年5月14日 | 2008年－2009年 | 52   | 9.0               | 14                           |
| 6    | 星期四晚間9:00                                   | 2009年9月17日 | 2010年5月20日 | 2009年－2010年 | 52   | 7.8               | 17                           |
| 7    | 星期四晚間9:00                                   | 2010年9月23日 | 2011年5月19日 | 2010年－2011年 | 53   | 7.7               | 11                           |
| 8    | 星期四晚間9:00                                   | 2011年9月22日 | 2012年5月10日 | 2011年－2012年 | 87   | 6.5               | 32                           |
| 9    | 星期四晚間9:00                                   | 2012年9月20日 | 2013年5月16日 | 2012年－2013年 | 94   | 5.1               | 43                           |

## 劇集列表

### 第一季(2005年)
| 總集數 | 集數 （） | 標題                       | 導演            | 編劇                                     | 首播日期      | 美國收視人數 （百萬） |
| --- | --------- | -------------------------- | --------------- | ---------------------------------------- | ------------- | --------------------- |
| 1 | 1         | 《試播集》 "Pilot"         | Ken Kwapis      | 瑞奇·賈維斯、史蒂芬·默錢特、Greg Daniels | 2005年3月24日 | 11.23                 |
| 本集為美版《The Office》的試播集，改編自英國原版，介紹Dunder Mifflin斯克蘭頓分公司的區域經理麥可・史考特及其辦公室成員，面對公司可能裁員的消息，麥可的荒謬行為讓副總裁簡及同事難以忍受。劇中也呈現了吉姆對潘的好感、與杜懷特之間的惡作劇互動，以及新進臨時工萊恩的登場。 |           |                            |                 |                                          |               |                       |
| 2 | 2         | 《多元日》 "Diversity Day" | Ken Kwapis      | B·J·諾瓦克                               | 2005年3月29日 | 5.95                  |
| 麥可因不當模仿脫口秀段子，公司派員舉辦多元文化訓練。得知訓練主要針對自己後，麥可感到被羞辱，自辦荒唐的「多元日」活動，最終被凱莉一巴掌教訓。另一方面，吉姆的客戶被杜懷特搶走，但潘在活動結尾靠在他肩上，讓他覺得這天還不算太糟。                                         |           |                            |                 |                                          |               |                       |
| 3 | 3         | 《健保》 "Health Care"     | Ken Whittingham | Paul Lieberstein                         | 2005年4月5日  | 5.83                  |
| 麥可被要求為辦公室選擇最低成本的健保方案，卻將任務交給杜懷特，導致員工不滿。麥可為逃避責任謊稱準備驚喜，實際則躲避問題。吉姆與潘惡搞杜懷特填寫疾病表單。最終「驚喜」只是一盒冰淇淋三明治，員工們識破後失望離去，而簡要求麥可回電。                                       |           |                            |                 |                                          |               |                       |
| 4 | 4         | 《結盟》 "The Alliance"    | Bryan Gordon    | Michael Schur                            | 2005年4月12日 | 5.26                  |
| 杜懷特因裁員傳聞與吉姆結盟，反被吉姆與潘聯手惡整。麥可提前為梅瑞迪斯辦慶生會提振士氣，卻因玩笑話引發更多裁員焦慮，還誤認健走活動為一次性捐款。吉姆因與潘互動被羅伊誤會，杜懷特則否認共謀並聲稱早有預謀。                                                                 |           |                            |                 |                                          |               |                       |
| 5 | 5         | 《籃球》 "Basketball"      | Greg Daniels    | Greg Daniels                             | 2005年4月19日 | 5.03                  |
| 麥可安排辦公室與倉儲員工打籃球比賽，輸家須週六加班。吉姆與羅伊場上較勁，潘默默注視。比賽最後因爭議終止，麥可改判倉儲隊勝出。麥可事後宣布兩隊都不用加班，但員工對他的處理方式反應冷淡。                                                                                   |           |                            |                 |                                          |               |                       |
| 6 | 6         | 《辣妹》 "Hot Girl"        | Amy Heckerling  | 敏迪·卡靈                                | 2005年4月19日 | 4.83                  |
| 麥可為討漂亮包包推銷員凱蒂歡心，將獎勵金花在咖啡機上並阻止同事接近她。吉姆成功邀凱蒂約會，讓潘難以判斷他是否認真。最終凱蒂搭上吉姆的車離開，潘才意識到吉姆說的是實話，神情落寞。                                                                                         |           |                            |                 |                                          |               |                       |

### 第二季(2005年-2006年)
| 總集數 | 集數 （） | 標題                                              | 導演              | 編劇                            | 首播日期       | 美國收視人數 （百萬） |
| --- | --------- | ------------------------------------------------- | ----------------- | ------------------------------- | -------------- | --------------------- |
| 7 | 1         | 《試播集》 "The Dundies"                          | Greg Daniels      | 敏迪·卡靈                       | 2005年9月20日  | 9                     |
| 麥可舉辦鄧迪獎典禮冷場，員工反應冷淡。杜懷特得知女廁牆上出現針對麥可的塗鴉，調查失敗。潘與羅伊爭執後獨自返回，醉後炒熱氣氛並親吻吉姆。事後她坦承塗鴉是自己所寫，也被餐廳列入黑名單。 |           |                                                   |                   |                                 |                |                       |
| 8 | 2         | 《性騷擾》 "Sexual Harassment"                    | Ken Kwapis        | B·J·諾瓦克                      | 2005年9月27日  | 7.13                  |
| 陶德・派克到訪辦公室，以粗俗玩笑談論公司性醜聞，引起反感。麥可得知總部將審查性騷擾政策並派律師來訪，感到不滿，擔心失去與員工間的自由互動。他與倉儲員工嘲諷訓練影片，卻在簡與律師出現後收斂言行。最終他發現律師是來保護自己，態度大轉變，並在派克侮辱菲莉絲時首度出面為她辯護。潘的母親來訪，悄聲問她：「哪個是吉姆？」。                                                         |           |                                                   |                   |                                 |                |                       |
| 9 | 3         | 《辦公室奧運》 "Office Olympics"                  | 保羅·費格         | Michael Schur                   | 2005年10月4日  | 8.27                  |
| 麥可與杜懷特外出簽約買公寓，辦公室員工舉辦奧運會，以優格蓋當獎牌進行趣味競賽。潘與吉姆主導活動，安琪拉冷嘲「潘乓球」讓潘震驚。麥可對貸款條件感到猶豫，最終仍簽約，並短暫邀杜懷特搬入。兩人返回後比賽終止，麥可情緒低落。吉姆與潘頒給他金牌慶祝簽約，讓他重新獲得一絲肯定。 |           |                                                   |                   |                                 |                |                       |
| 10 | 4         | 《火災》 "The Fire"                               | Ken Kwapis        | B·J·諾瓦克                      | 2005年10月11日 | 7.62                  |
| 火警迫使全員疏散，戶外等待時員工玩語言遊戲，萊恩透露就讀商學院，引發麥可熱情指導並激起杜懷特嫉妒。當麥可忘記手機，杜懷特衝入大樓尋找，結果發現手機在麥可口袋。最終得知火警因萊恩誤用烤箱導致，杜懷特與麥可取笑他並封他為「起火先生」。 |           |                                                   |                   |                                 |                |                       |
| 11 | 5         | 《萬聖節》 "Halloween"                            | 保羅·費格         | Greg Daniels                    | 2005年10月18日 | 8.02                  |
| 萬聖節當天，麥可終於開除德文以滿足公司的裁員要求，卻因此被全辦公室排擠。吉姆與潘惡搞杜懷特的履歷，卻意外讓杜懷特自毀面試機會。潘鼓勵吉姆應徵外職，讓他感到難過。事後潘道歉並說如果他離開會崩潰，吉姆坦言她是他留下的唯一原因。德文臨走前將南瓜砸向麥可的車報復。 |           |                                                   |                   |                                 |                |                       |
| 12 | 6         | 《對決》 "The Fight"                              | Ken Kwapis        | Gene Stupnitsky、Lee Eisenberg  | 2005年11月1日  | 7.93                  |
| 麥可為拖延工作，指派萊恩更新緊急聯絡人，卻因此不斷用低級模仿打騷擾電話給他。吉姆慫恿麥可與杜懷特進行空手道對決，兩人在辦公室與道館接連上演鬧劇式比試，麥可「勝出」後暗中升職杜懷特。吉姆與潘互動過頭遭冷處理，最後無言遞上洋芋片。 |           |                                                   |                   |                                 |                |                       |
| 13 | 7         | 《客戶》 "The Client"                             | Greg Daniels      | Paul Lieberstein                | 2005年11月8日  | 7.96                  |
| 麥可與簡在Chili's成功簽下大客戶，晚間發生曖昧，翌日簡卻反悔並責怪麥可。員工在辦公室朗讀麥可所寫的荒謬特務劇本，杜懷特發現角色原型為自己後大為光火。吉姆與潘在屋頂共度晚餐，氣氛曖昧，翌日吉姆試探潘，卻被否認後感到受傷。杜懷特撞見簡清晨來取車，間接引爆八卦風暴。 |           |                                                   |                   |                                 |                |                       |
| 14 | 8         | 《績效評估》 "Performance Review"                 | 保羅·費格         | Larry Wilmore                   | 2005年11月15日 | 7.99                  |
| 麥可將員工績效評估變成分析簡語音訊息的戀愛問診，員工迎合他幻想。簡親自到場後要求專業回覆，麥可卻念出建議箱內容，內容直指其衛生與不當關係，導致簡情緒爆發。她坦言對麥可有矛盾情感，但仍拒絕進一步發展。另一邊，吉姆與潘戲弄誤認日子的杜懷特，使他缺席真正的星期五，間接打臉他自稱「從不缺勤」的說法。                                                                             |           |                                                   |                   |                                 |                |                       |
| 15 | 9         | 《電郵監控》 "Email Surveillance"                 | 保羅·費格         | Jennifer Celotta                | 2005年11月22日 | 8.09                  |
| 麥可安裝員工郵件監控系統，意外發現未被邀請參加吉姆派對。吉姆假稱派對是幫麥可慶祝，並試圖阻止杜懷特洩密。潘開始懷疑杜懷特與安琪拉交往，卻在菲莉絲誤以為她指的是吉姆後收手。麥可在即興表演班出糗後跑去吉姆派對尷尬現身，最終靠合唱緩和氣氛。攝影團隊捕捉到杜懷特與安琪拉接吻。 |           |                                                   |                   |                                 |                |                       |
| 16 | 10        | 《聖誕派對》 "Christmas Party"                    | Charles McDougall | Michael Schur                   | 2005年12月6日  | 9.74                  |
| 辦公室舉辦「秘密聖誕老人」交換禮物活動，吉姆抽到潘，準備了一個放有回憶小物與手寫信的茶壺。麥可卻超出預算送給萊恩一台 iPod，收到費莉絲的手工手套後大失所望，擅自改制成「白象交換」，造成場面混亂。潘一度為了 iPod 捨棄吉姆的禮物，後來又換回，吉姆則悄悄收起未讀出的信。麥可買酒試圖補救氣氛，梅瑞迪絲醉後當眾裸露，派對以混亂作結。                                              |           |                                                   |                   |                                 |                |                       |
| 17 | 11        | 《豪飲郵輪》 "Booze Cruise"                       | Ken Kwapis        | Greg Daniels                    | 2006年1月5日   | 8.73                  |
| 麥可在郵輪活動中試圖領導全場，卻屢遭船長打斷，並因惡搞「沉船演練」導致乘客跳海而被綁在甲板。羅伊在酒後宣布與潘結婚的日期，讓吉姆備受打擊，當晚與凱蒂分手，並向麥可坦承自己喜歡潘。麥可鼓勵他不要放棄。潘與吉姆在甲板共享尷尬片刻，情感張力逐漸升高。 |           |                                                   |                   |                                 |                |                       |
| 18 | 12        | 《受傷》 "The Injury"                             | Bryan Gordon      | 敏迪·卡靈                       | 2006年1月12日  | 10.27                 |
| 麥可因踩到床邊烤盤燙傷腳，杜懷特前往救援途中出車禍造成腦震盪，性格短暫轉為友善。麥可帶受傷的杜懷特與自己一同就醫，並不斷誇大腳傷。醫師反倒被杜懷特的玩笑逗笑，讓麥可頗感失落。潘透過與奧斯卡交談讓安琪拉得知杜懷特平安無事，只有她知曉兩人交往中。 |           |                                                   |                   |                                 |                |                       |
| 19 | 13        | 《秘密》 "The Secret"                             | Dennie Gordon     | Lee Eisenberg 、Gene Stupnitsky | 2006年1月19日  | 8.7                   |
| 麥可無意間將吉姆對潘的心意洩露全辦公室，凱莉迅速傳播八卦，迫使吉姆親自向潘坦白，並聲稱早已放下，然而麥可補上一句話讓潘起疑。杜懷特揭穿奧斯卡病假去溜冰一事，要求他回報人情，並意外得知奧斯卡與「室友」吉爾的親密關係，暗示奧斯卡是同性戀，成為本集「秘密」的另一象徵。 |           |                                                   |                   |                                 |                |                       |
| 20 | 14        | 《地毯》 "The Carpet"                             | Victor Nelli, Jr. | Paul Lieberstein                | 2006年1月26日  | 8.6                   |
| 麥可的地毯被惡意汙損後，搬到吉姆座位辦公，讓吉姆暫時與凱莉共處，並被她要求撮合萊恩。麥可對辦公室失去信任，但得知是好友帕克的惡作劇後立刻轉怒為喜。吉姆因潘未婚夫在場無法與她親近，但在發現潘留給他的語音訊息後心情大好。 |           |                                                   |                   |                                 |                |                       |
| 21 | 15        | 《男孩女孩》 "Boys and Girls"                     | Dennie Gordon     | B·J·諾瓦克                      | 2006年2月2日   | 9.21                  |
| 簡主持「職場女性」研討會，麥可不滿而在倉庫辦男性版活動，卻因玩堆高機造成貨架倒塌，引發倉庫員工想組工會。簡要求他阻止未果，只好親自出面。她鼓勵潘參加平面設計訓練班，潘本想接受卻被羅伊阻止，令吉姆失望。潘堅稱滿足於現狀，卻在鏡頭前哭泣。達瑞爾對麥可的混亂收場表示不滿。 |           |                                                   |                   |                                 |                |                       |
| 22 | 16        | 《情人節》 "Valentine's Day"                      | Greg Daniels      | Michael Schur                   | 2006年2月9日   | 8.95                  |
| 麥可在紐約的總部會議中不小心讓其他人得知他與簡有曖昧，導致簡被懷疑與下屬有不當關係。麥可出面澄清保住簡的名聲，兩人在電梯裡親吻，卻被拍下。杜懷特收到安潔拉送的搖頭公仔後回贈家門鑰匙；潘對未婚夫羅伊的敷衍禮物感到失望。吉姆雖單身卻被迫聽凱莉傾訴瑞恩對她的冷淡態度，徒勞相勸。                                                                                                 |           |                                                   |                   |                                 |                |                       |
| 23 | 17        | 《杜懷特演講》 "Dwight's Speech"                  | Charles McDougall | Paul Lieberstein                | 2006年3月2日   | 8.45                  |
| 杜懷特獲選為東北賓州年度業務員，需赴大會發表演說，麥可雖出面協助卻搶風頭失敗，吉姆暗中提供源自獨裁者的演說技巧，意外讓杜懷特獲得滿場喝采。辦公室內，潘忙於婚禮邀請函，吉姆則因難以面對情感選擇規劃遠行，並坦承將不參與潘的婚禮。 |           |                                                   |                   |                                 |                |                       |
| 24 | 18        | 《帶女兒上班日》 "Take Your Daughter to Work Day" | Victor Nelli, Jr. | 敏迪·卡靈                       | 2006年3月16日  | 8.85                  |
| 多名員工攜子女來訪，讓麥可意識到自己渴望為人父。潘努力與孩童建立關係，卻接連碰壁；吉姆成功與艾比合作賣紙，梅莉莎則讓萊恩陷入尷尬誤會。麥可原本聲稱不想當爸爸，卻在看見自己童年時上節目的影片後，情緒崩潰並反思人生。經由陶比的開導後，他決定開始使用交友網站尋找伴侶，帳號名稱為「小孩愛好者」。                                                                                 |           |                                                   |                   |                                 |                |                       |
| 26 | 20        | 《藥物測試》 "Drug Testing"                       | Greg Daniels      | Jennifer Celotta                | 2006年4月27日  | 7.85                  |
| 杜懷特在辦公室外發現半截大麻煙，開始以志工副警長身分展開調查，進而推動全員尿檢。麥可因曾吸過丁香菸而驚慌，試圖以反毒宣導混淆視聽，甚至向杜懷特索取「乾淨尿液」以矇混過關。杜懷特認為這違反自身誓言，憤而辭去警銜，麥可遂賦予其虛銜以表歉意。另一方面，潘對吉姆喊「jinx」後不准他說話，並戲弄他一天；吉姆默默守規則，直到潘買可樂讓他解禁。兩人之間的默契與情感在沉默中悄然醞釀。 |           |                                                   |                   |                                 |                |                       |
| 27 | 21        | 《衝突解決》 "Conflict Resolution"                | Charles McDougall | Greg Daniels                    | 2006年5月4日   | 7.45                  |
| 麥可聽聞奧斯卡抱怨安琪拉的嬰兒海報後，強迫奧斯卡穿上海報當衣服解決爭議，進而決定處理所有匿名投訴。此舉卻反激化辦公室緊張情勢。潘發現有人投訴她在上班時間籌備婚禮，認為是安琪拉所為而心生不滿。吉姆趁拍證件照時惡整杜懷特，引發杜懷特抗議無效並威脅辭職。麥可雖無法妥善處理爭端，仍勉強安撫杜懷特。事件後，吉姆坦承曾投訴潘，令她震驚，並私下赴史丹佛分公司面試。                 |           |                                                   |                   |                                 |                |                       |
| 28 | 22        | 《賭場之夜》 "Casino Night"                       | Ken Kwapis        | 史提夫·卡爾                     | 2006年5月11日  | 7.66                  |
| 公司舉辦慈善賭場之夜，麥可不小心同時邀請簡與房仲卡蘿作為約會對象，場面十分尷尬。德懷特公開親吻安潔拉，兩人關係初現端倪。吉姆向簡透露有意轉調史丹佛分公司，並鼓起勇氣向潘姆告白卻遭婉拒。然而在結尾，吉姆走回辦公室吻了潘姆，潘姆雖驚訝卻也回應他的情感，兩人陷入關係的重大轉折點。                                                                                               |           |                                                   |                   |                                 |                |                       |

### 第三季(2006年-2007年)
| 總集數 | 集數 （） | 標題                                  | 導演            | 編劇                                            | 首播日期       | 美國收視人數 （百萬） |
| --- | --------- | ------------------------------------- | --------------- | ----------------------------------------------- | -------------- | --------------------- |
| 29 | 1         | 《同性戀獵巫》 "Gay Witch Hunt"       | Ken Kwapis      | Greg Daniels                                    | 2006年9月21日  | 9.11                  |
| 吉姆調到斯坦福分公司，而潘已經解除了與羅伊的婚約。麥可得知奧斯卡是同性戀，與杜懷特聯繫吉姆，商討購買一台“同性戀雷達”機器。麥可不小心幫奧斯卡出櫃，並主持了一次同性戀會議，他試圖表現思想開放和進步，並強迫奧斯卡親吻他。最後Dunder Mifflin 為補償奧斯卡，給了他三個月的帶薪假期和一輛汽車。吉姆試圖適應斯坦福分公司的生活，以及新同事安迪和凱倫。 |           |                                       |                 |                                                 |                |                       |
| 30 | 2         | 《大會》 "The Convention"             | Ken Whittingham | Lee Eisenberg、Gene Stupnitsky                  | 2006年9月28日  | 7.78                  |
| 麥可和杜懷特前往費城參加銷售會議，他們遇到了斯坦福分公司的經理喬許和吉姆。麥可感受到喬許的威脅，試圖通過在酒店房間舉辦派對來超越他，但沒有人參加派對。吉姆同情麥可，並告訴他是一個好老闆，麥可並不是他離開斯克蘭頓的原因。凱利安排潘相親，結果很糟糕。 |           |                                       |                 |                                                 |                |                       |
| 31 | 3         | 《政變》 "The Coup"                   | Greg Daniels    | Paul Lieberstein                                | 2006年10月5日  | 8.89                  |
| 安吉拉和杜懷特合謀搶走麥可的工作。杜懷特與簡見面，但簡後來打電話告訴麥可此事。麥可告訴杜懷特，簡已經將他提升為區域經理，試圖讓杜懷特坦白。然而，杜懷特立即接管了辦公室並開始進行徹底的改變。麥可無法控制自己的憤怒，向杜懷特透露他什麼都知道。杜懷特乞求原諒，並提出幫他洗衣服以彌補他。在斯坦福分公司 ，喬許將《使命召喚》遊戲作為團建練習，而吉姆在遊戲中的能力不足。 |           |                                       |                 |                                                 |                |                       |
| 32 | 4         | 《悲傷諮詢》 "Grief Counseling"       | Roger Nygard    | Jennifer Celotta                                | 2006年10月12日 | 8.83                  |
| 麥可得知他的前老闆埃德去世。看到他的員工並沒有被這個消息所動搖，麥可開始思考自己的死亡。在哀悼中，麥可得知那天早上早些時候有一隻鳥飛進窗戶而死，他決定在當天晚些時候為這隻鳥舉行葬禮。與此同時，在斯坦福分公司，吉姆幫凱倫尋找她最喜歡的薯片。 |           |                                       |                 |                                                 |                |                       |
| 33 | 5         | 《啟蒙》 "Initiation"                 | Randall Einhorn | B·J·諾瓦克                                      | 2006年10月19日 | 8.46                  |
| 杜懷特帶萊恩去Schrute家族甜菜根農場，參加第一次銷售電話前的啟蒙課程，入會儀式涉及奇怪的欺淩方式和離奇寓言，這激怒了萊恩。回到辦公室，簡讓潘記錄麥可一天的活動。麥可忘乎所以，一天中的大部分時間都在大廳排隊等待免費的椒鹽卷餅。 |           |                                       |                 |                                                 |                |                       |
| 34 | 6         | 《排燈節》 "Diwali"                   | Miguel Arteta   | 敏迪·卡靈                                       | 2006年11月2日  | 8.81                  |
| 凱莉邀請全體員工參加印度教光明節排燈節慶祝活動。在節日上，麥可與凱莉的父母談論印度教婚姻習俗，麥可受到啟發，並向他的女朋友卡羅爾即興求婚，卡羅爾拒絕並離開。在斯坦福公司，吉姆、安迪和凱倫熬夜做銷售統計報告。安迪和吉姆通過射擊來打發時間，凱倫開車送醉酒的吉姆回家。 |           |                                       |                 |                                                 |                |                       |
| 35 | 7         | 《分部關閉》 "Branch Closing"         | Tucker Gates    | Michael Schur                                   | 2006年11月9日  | 8.05                  |
| 董事會已投票決定關閉斯克蘭頓分公司，並要求其吸收斯克蘭頓的員工。麥可為了挽救分公司做出最後的努力，與杜懷特一起準備給首席財務官大衛華萊士一個驚喜。他們在外面等了一整天，但大衛沒有出現。然而，斯坦福分公司的區域經理喬許宣佈他將離開公司，並決定讓斯克蘭頓分公司吸收斯坦福分公司。麥可和杜懷特慶祝，他們相信自己是改變這件事的人。 |           |                                       |                 |                                                 |                |                       |
| 36 | 8         | 《合併》 "The Merger"                 | Ken Whittingham | Brent Forrester                                 | 2006年11月16日 | 8.43                  |
| 由於斯坦福分公司關閉，六名員工（吉姆、凱倫、安迪、馬丁、托尼和漢娜）搬到斯克蘭頓並在斯克蘭頓工作。麥可試圖歡迎他的新員工，但終究冒犯了他們;最終，托尼宣佈離職。麥可反而解僱了他。安迪開始巴結麥可，導致杜懷特嫉妒。潘對吉姆回來感到興奮，試圖恢復他們的友誼，但當她約吉姆出去喝咖啡敘舊時，他拒絕了，並透露他已經開始和凱倫約會。 |           |                                       |                 |                                                 |                |                       |
| 37 | 9         | 《罪犯》 "The Convict"                | Jeffrey Blitz   | Ricky Gervais、 Stephen Merchan                 | 2006年11月30日 | 9.07                  |
| 麥可發現馬丁過去曾是一名白領罪犯。員工們聽著馬丁分享他在監獄度過的時光，開始懷疑監獄是否比Dunder Mifflin斯克蘭頓的辦公環境更好。麥可開始介紹了監獄的苦難，雖然他大部分的想法都來自電視節目。麥可為自己沒有被認真對待而感到痛苦，然後把員工鎖在會議室里。最後，馬丁決定辭職。 |           |                                       |                 |                                                 |                |                       |
| 38、39 | 10、11    | 《紅花聖誕節》 "A Benihana Christmas" | Harold Ramis    | Jennifer Celotta                                | 2006年12月14日 | 8.44                  |
| 麥可計劃邀請卡羅爾和他一起去牙買加過耶誕節，但她與麥可分手了。安迪帶麥可去紅花鐵板燒讓他振作起來，並說服女服務員和他們一起回來參加聖誕派對。回到辦公室，派對策劃委員會內部的分歧導致凱倫和潘創建了他們自己的聖誕派對，與安吉拉的聖誕派對不同。當辦公室的大多數人決定去參加凱倫和潘的派對時，安吉拉變得不安，凱倫和潘決定合併派對。不久之後，麥可和安迪的約會對象離開了他們，但麥可還是找了人和他一起去牙買加。                                                                                         |           |                                       |                 |                                                 |                |                       |
| 40 | 12        | 《度假歸來》 "Back from Vacation"     | Julian Farino   | Justin Spitzer                                  | 2007年1月4日   | 8.80                  |
| 麥可從牙買加回來，不小心透漏是簡和他一起去。當他試圖將簡的裸露照片發送給派克時，他無意中將其發送到倉庫，很快這張照片就傳遍了整個公司。吉姆和凱倫因為凱倫搬進吉姆住處附近的公寓而發生了爭吵，直到潘在他們之間調解出一個解決方案。儘管她似乎很高興能幫忙，但後來杜懷特看到她哭了。簡還沒有發現她的照片被傳播，並告訴麥可她需要這段關係。 |           |                                       |                 |                                                 |                |                       |
| 41 | 13        | 《旅行推銷員》 "Traveling Salesmen"   | Greg Daniels    | Michael Schur、 Lee Eisenberg、Gene Stupnitsky  | 2007年1月11日  | 10.15                 |
| 杜懷特開會遲到，安迪花了一天時間試圖讓麥可相信杜懷特不值得信賴。凱文告訴安吉拉，紐約沒有收到季度稅務報告，但安吉拉向他保證問題已經處理完畢。當團隊返回時，安迪發現杜懷特早上遲到是因為送報告到紐約。安迪向麥可出示了杜懷特的收費站收據，並說服麥可，杜懷特是為了再次試圖爭取區域經理的職位。當麥可追問他去公司的原因時，杜懷特拒絕透露他與安吉拉的關係，並辭去了他的職位。 |           |                                       |                 |                                                 |                |                       |
| 42 | 14        | 《回歸》 "The Return"                 | Greg Daniels    | Lee Eisenberg & Gene Stupnitsky & Michael Schur | 2007年1月18日  | 9.32                  |
| 奧斯卡度假歸來後，麥可舉辦了一個墨西哥主題的派對。吉姆想尋找可以一起惡作劇的人，最終求助於潘。他們偷了安迪的手機，把它藏在天花板上，反覆打電話，一遍又一遍地播放他自製的鈴聲。每次電話響起時，安迪都會變得更加生氣，最終出於沮喪在牆上打了一個洞。由於這次爆發，安迪被送去參加憤怒管理培訓。麥可對杜懷特的辭職越來越心煩意亂，他到史泰博與杜懷特對峙，邀請他回到辦公室。吉姆與凱倫爭吵，並透露他對潘仍然有感情。                                                                                       |           |                                       |                 |                                                 |                |                       |
| 43 | 15        | 《班富蘭克林》 "Ben Franklin"         | Randall Einhorn | 敏迪·卡靈                                       | 2007年2月1日   | 10.01                 |
| 辦公室的女士們為 菲利絲舉辦新娘送禮會，而男士們則為她的準新郎鮑勃凡斯舉辦單身派對。托德說服麥可為男士和女士派對聘請脫衣舞娘後，麥可命令吉姆和杜懷特選擇脫衣舞娘。對於男士派對，杜懷特聘請了一名脫衣舞娘，而女士派對，吉姆聘請了一名模仿富蘭克林的人。 |           |                                       |                 |                                                 |                |                       |
| 44 | 16        | 《菲利斯的婚禮》 "Phyllis' Wedding"   | Ken Whittingham | Caroline Williams                               | 2007年2月8日   | 8.84                  |
| 菲利斯讓麥可參加她的婚禮，以換取她的蜜月假期。麥可試圖主導慶祝活動，並擔任他們招待會的主持人。潘難以置信地菲利斯使用了她已取消婚禮的大部分計劃。孤獨的她走近並搭訕羅伊，最後他們一起離開了婚禮。 |           |                                       |                 |                                                 |                |                       |
| 45 | 17        | 《商學院》 "Business School"          | 喬斯·溫登       | Brent Forrester                                 | 2007年2月15日  | 8.84                  |
| 為了獲得額外的學分，萊恩邀請麥可到他就讀的商學院演講。麥可試圖發表勵志演講，卻不知道萊恩先前已將他介紹為一家脫節公司的無能經理。同時，辦公室裡有一隻蝙蝠，杜懷特試圖捕捉它。晚上，帕姆在藝術展上展示她的畫作，她邀請了所有同事，但沒有人來參加。麥可在演講後趕上畫展，不僅真誠的讚美了潘，還買了她的辦公樓畫作。 |           |                                       |                 |                                                 |                |                       |
| 46 | 18        | 《雞尾酒》 "Cocktails"                | J·J·亞伯拉罕    | Paul Lieberstein                                | 2007年2月22日  | 8.25                  |
| 簡、麥可、吉姆、凱倫和杜懷特都參加了首席財務長大衛在家中舉辦的雞尾酒會。麥可圍繞他們「出櫃」的滑稽動作似乎惹惱了簡，但她後來試圖在浴室裡與他發生性關係。麥可感到不舒服，拒絕並激怒了她。同時，杜懷特評估了大衛房子的結構是否合理。吉姆和大衛在看到杜懷特在煙囪上時，因投籃而結下了不解之緣。潘在酒吧向羅伊透露，吉姆在賭場之夜親吻了她。羅伊被激怒並與他哥哥一起破壞酒吧，潘立即與羅伊分手，羅伊隨後宣稱他要「殺死」吉姆。                                                                             |           |                                       |                 |                                                 |                |                       |
| 47 | 19        | 《談判》 "The Negotiation"            | Jeffrey Blitz   | Michael Schur                                   | 2007年4月5日   | 6.74                  |
| 羅伊進入辦公室並試圖攻擊吉姆，但杜懷特即時用胡椒噴霧干預，使吉姆免於受傷。羅伊立即被解僱，他後來分別向吉姆和潘道歉，並鼓勵後者追求前者。吉姆試圖感謝杜懷特救了他，但杜懷特拒絕接受他的感謝。同時，麥可和達里爾試圖從簡那裡獲得加薪。 |           |                                       |                 |                                                 |                |                       |
| 48 | 20        | 《安全培訓》 "Safety Training"        | 哈羅德·雷米斯   | B·J·諾瓦                                        | 2007年4月12日  | 7.71                  |
| 在安全培訓課程中，倉庫員工取笑樓上辦公室擁有更安全的工作環境，這讓麥可感到惱怒。他決心證明辦公室生活可能很危險，並試圖通過偽造自殺未遂來證明抑鬱症的影響。他從屋頂跳下並進入充氣城堡的計劃被員工們發現。與此同時，安迪在從憤怒管理中回來後試圖討好杜懷特。 |           |                                       |                 |                                                 |                |                       |
| 49 | 21        | 《產品召回》 "Product Recall"         | Randall Einhorn | Justin Spitzer & Brent Forrester                | 2007年4月26日  | 7.56                  |
| 一位心懷不滿的造紙廠前雇員留下帶有淫穢卡通浮水印的紙張， 該批貨源被意外寄出，使企業陷入了損害控制之中。會計師試圖為憤怒的客戶提供服務，而邁克爾則誤導地聯繫媒體以避免醜聞。同時，吉姆和安迪去當地的一所高中親自向校長道歉，他們撞見了安迪的女朋友，原來她是那裡的學生。 |           |                                       |                 |                                                 |                |                       |
| 50 | 22        | 《女性欣賞》 "Women's Appreciation"   | Tucker Gates    | Gene Stupnitsky & Lee Eisenberg                 | 2007年5月3日   | 6.99                  |
| 菲利斯成為停車場暴露狂的受害者後，麥可試圖舉辦一個關於女性問題的研討會。事情並沒有如預期般進行，他帶辦公室的女士們去了商場，而杜懷特和安迪則尋找暴露狂並分發傳單。在商場，可討論了他對自己與簡關係的不安，女人們建議他與她分手。當麥可通過語音信箱與簡分手時，她突然來到辦公室。 |           |                                       |                 |                                                 |                |                       |
| 51 | 23        | 《海灘遊戲》 "Beach Games"            | 哈羅德·雷米斯   | Jennifer Celotta & Greg Daniels                 | 2007年5月10日  | 7.17                  |
| 大衛打電話告訴麥可，他是紐約總公司空缺職位的候選人。麥可認為自己一定會獲得職位，因此決定選擇斯克蘭頓地區經理的繼任者。他帶著員工們去海灘，強迫他們參加挑戰賽，以確定誰將接替他的職位，卻沒有意識到吉姆和凱倫也是這份工作的競爭者。晚上，在煙火表演後的高潮時刻，潘承認她厭倦了被忽視，並告訴吉姆，他是她取消婚禮的原因。 |           |                                       |                 |                                                 |                |                       |
| 52、53 | 24、25    | 《職位》 "The Job"                    | Ken Kwapis      | Paul Lieberstein & Michael Schur                | 2007年5月17日  | 7.88                  |
| 麥可決定拒絕簡的誘惑，但當他看到她隆胸，便立即改變了主意。麥可、吉姆和凱倫都前往紐約面試總公司的空缺職位。在麥可離開之前，他任命杜懷特為繼任者，而德懷特指派安迪作為新的第二把手，立即著手改變辦公室的外觀和結構。在紐約，當麥可得知新職位與簡即將被解僱有關，他便結束面試。失業的簡決定搬到猶豫不決的麥可那裡，後者現在回到了斯克蘭頓經理的職位。吉姆的面試進行得很順利，直到他找到了潘留給他的好運紀念品。意識到他無法再離開潘，他獨自回到辦公室，邀請潘與他約會。最後，新職位交給了欣喜若狂的萊恩。 |           |                                       |                 |                                                 |                |                       |

### 第四季(2007年-2008年)
| 總集數 | 集數 （） | 標題                                         | 導演             | 編劇                                | 首播日期       | 美國收視人數 （百萬） |
| --- | --------- | -------------------------------------------- | ---------------- | ----------------------------------- | -------------- | --------------------- |
| 54、55 | 1、2      | 《歡樂跑》 "Fun Run"                         | Greg Daniels     | Greg Daniels                        | 2007年9月27日  | 9.65                  |
| 麥可在停車場用開車撞到梅雷迪思後，她得知自己感染了狂犬病。安吉拉要求杜懷特照顧她生病的貓，但杜懷特憐憫地殺死了貓咪。在被攝影組抓包後，潘宣佈她和吉姆現在正在約會，但他們沒有與同事分享這件事。麥可對梅雷迪思的事件感到內疚，決定舉辦慈善路跑。員工們並未熱情參與，跑步的捐款只有 500 美元，其中麥可花了大約 250 美元買了一張大支票和假護士。托比贏得了比賽，而抑鬱和脫水的麥可終於被梅雷迪斯原諒了。 |           |                                              |                  |                                     |                |                       |
| 56、57 | 3、4      | 《鄧德米夫林永恆》 "Dunder Mifflin Infinity" | Craig Zisk       | Michael Schur                       | 2007年10月4日  | 8.57                  |
| 嫉妒的托比提出投訴，使吉姆和潘的關係被公之於眾。萊恩自升職以來第一次回到辦公室介紹新技術。克雷德警告麥可這種變化會對年長的員工產生影響，導致麥可舉辦了「年齡歧視研討會」。同時，凱莉試圖欺騙萊恩與她複合。麥可認為人情溫暖比技術更重要，他與杜懷德一起向七位前客戶贈送禮品籃，試圖贏回他們。屢次失敗使麥可感到沮喪，並在客戶的辦公室引起了一場騷亂。麥可不想相信GPS的指引，最終將車開進了斯克蘭頓湖。 |           |                                              |                  |                                     |                |                       |
| 58、59 | 5、6      | 《啟動派對》 "Launch Party"                  | Ken Whittingham  | Jennifer Celotta                    | 2007年10月11日 | 8.87                  |
| 新網站即將發佈，斯克蘭頓的員工準備在全公司視訊聊天室舉辦一場派對。杜懷特想向安吉拉證明他可以擊敗技術，試圖超越新電腦的銷量，他最終做到了。麥可將數位派對的邀請誤解為紐約實體派對的邀請。後來在派對上，杜懷特和麥可綁架了一名披薩送貨員，儘管他們後來釋放了他。在聊天室的鏡頭中，邁克爾在所有分公司面前羞辱萊恩。安迪決定追求安吉拉，讓德懷特感到沮喪。 |           |                                              |                  |                                     |                |                       |
| 60、61 | 7、8      | 《金錢》 "Money"                             | Paul Lieberstein | Paul Lieberstein                    | 2007年10月18日 | 8.61                  |
| 簡住在麥可的公寓里，迫使麥可擔心自己的財務狀況。為了解決這個問題，麥可做起電話推銷員的深夜工作。萊恩發現後強迫麥可離職，但麥可擔心他無法支持簡和自己的生活。他跳火車逃跑，但簡遇到了他，告訴他他們可以一起努力找到一種生活方式。同時，安吉拉被安迪約了出去。在吉姆鼓舞人心的談話之後，杜懷特以他平常令人討厭的自我的身份回歸，這讓吉姆很高興。潘和吉姆參觀了杜懷特的家庭農場，他將其改造成了一家住宿加早餐旅館。 |           |                                              |                  |                                     |                |                       |
| 62 | 9         | 《本地廣告》 "Local Ad"                      | 傑森·瑞特曼      | B·J·諾瓦克                          | 2007年10月25日 | 8.96                  |
| 麥可被告知他和他的員工只能在公司廣告中出現幾秒鐘，但麥可還是執意與員工們一起製作完整的創意廣告。同時，安迪和安吉拉關係的發展迫使杜懷特陷入抑鬱，他試圖通過玩 《第二人生》來擺脫自己的生活。儘管廣告遭到總公司拒絕，但麥可製作的廣告版本得到員工們和酒吧顧客的好評。 |           |                                              |                  |                                     |                |                       |
| 63 | 10        | 《分部戰爭》 "Branch Wars"                   | 喬斯·溫登        | 敏迪·卡靈                           | 2007年11月1日  | 8.36                  |
| 凱倫現在是尤蒂卡分公司的地區經理，她試圖吸引史丹利離開 斯克蘭頓。麥可和杜懷特試圖對凱倫進行惡作劇，並欺騙吉姆陪他們一起去尤蒂卡進行突襲。當他們被發現時，凱倫責駡了他們，當吉姆告訴她他和潘現在正在約會時，她更加生氣。回到斯克蘭頓，麥可向史丹利告別，史丹利隨後告訴麥可他決定留下來，並透露他離開是為了嘗試加薪。 |           |                                              |                  |                                     |                |                       |
| 64 | 11        | 《倖存者》 "Survivor Man"                    | 保羅·費格        | 史提夫·卡爾                         | 2007年11月8日  | 8.27                  |
| 麥可因沒有被邀請參加萊恩舉辦的公司荒野靜修時，他很沮喪，並決定證明自己有能力獨立生存。杜懷特將麥可丟在森林中央，雖然被告知要離開，但還是留下來防止麥可受傷。當麥可差點吃下毒蘑菇時，杜懷特及時跳出來救了他。同時，吉姆作為第二把手，決定為三名生日接連過的員工舉辦生日派對。然而，這個計劃並沒有得到員工的支持，吉姆便又開始幫每個人過生日。 |           |                                              |                  |                                     |                |                       |
| 65 | 12        | 《證詞》 "The Deposition"                    | Julian Farino    | Lester Lewis                        | 2007年11月15日 | 8.80                  |
| 在簡起訴公司不當解僱後，麥可被捲入了公司和他的女朋友簡 之間的證詞中。雖然案子最初對簡來說進展順利，但麥可的行為導致公司方輕鬆佔據上風。同時，一場乒乓球熱潮變成了潘和吉姆 以及凱莉和達瑞爾之間的戰鬥。 |           |                                              |                  |                                     |                |                       |
| 66 | 13        | 《晚宴》 "Dinner Party"                      | 保羅·費格        | Gene Stupnitsky & Lee Eisenberg     | 2008年4月10日  | 9.33                  |
| 麥可和簡邀請吉姆、潘、安迪和安吉拉在他們的公寓裡參加晚宴。當麥可和簡在討論生孩子後開始爭論時，派對的客人採取了各種措施來試圖逃脫。當仍然渴望安吉拉的杜懷特帶著他的前保姆作為他的約會對象到來時，派對陷入了進一步的混亂。隨著麥可和簡之間的戰鬥升級，鄰居最終打電話給員警。派對以麥可離開簡而達到高潮。 |           |                                              |                  |                                     |                |                       |
| 67 | 14        | 《椅子模特》 "Chair Model"                   | Jeffrey Blitz    | B·J·諾瓦克                          | 2008年4月17日  | 9.86                  |
| 麥可翻著辦公椅型錄看到一位漂亮模特，意識到他還沒有實現找到靈魂伴侶的夢想。杜懷特開始尋找椅子型號，而麥可則要求員工提供朋友的名字讓他進行約會。最後麥可與潘的女房東相親，結果很糟糕。同時，安迪和凱文與大樓裡其他公司的老闆會面，討論停車問題，而吉姆和潘則討論他們的未來。 |           |                                              |                  |                                     |                |                       |
| 68 | 15        | 《夜出》 "Night Out"                         | Ken Whittingham  | 敏迪·卡靈                           | 2008年4月24日  | 7.69                  |
| 麥可和杜懷特決定在紐約給萊恩一個驚喜，結果發現他泡在夜店，並和他一起過夜。萊恩出奇地友好，這可能是他吸食海洛因的副作用。同時，辦公室員工發現他們週六必須為萊恩的網站專案加班，感到不安，吉姆建議大家週五加班到深夜。計劃進行得很順利——直到他們發現自己被鎖在院子里。托比透露了他對潘的感情，並衝動宣佈他將搬到哥斯大黎加。 |           |                                              |                  |                                     |                |                       |
| 69 | 16        | 《我口吃了嗎?》 "Did I Stutter?"             | Randall Einhorn  | Brent Forrester & Justin Spitzer    | 2008年5月1日   | 7.75                  |
| 當史丹利在會議上對麥可大發雷霆時，麥可試圖讓史丹利調整態度。但麥可假裝解僱史丹利的計劃使情況惡化。為了懲罰安迪與安吉拉的關係，杜懷特低價說服安迪買下他的車，然後轉售獲利。同時，潘在吉姆家過夜後戴上備用眼鏡，大家對她的眼鏡特別關注。吉姆收到了萊恩對他工作表現的正式警告。 |           |                                              |                  |                                     |                |                       |
| 70 | 17        | 《就業博覽會》 "Job Fair"                    | Tucker Gates     | Lee Eisenberg & Gene Stupnitsky     | 2008年5月8日   | 7.16                  |
| 作為對萊恩警告的回應，吉姆聯繫安迪與凱文一起，試圖找到他最大的客戶。麥可、潘、奧斯卡和達里爾在 潘的舊高中舉行的就業博覽會上設立了一個展位，尋找Dunder Mifflin暑期實習的應徵者，但麥可的惡作劇導致了失敗。當所有上班族都早早下班時，杜懷特和安吉拉獨自在辦公室度過了緊張的一天。潘調查了可能會讓她離開斯克蘭頓的設計工作機會。 |           |                                              |                  |                                     |                |                       |
| 71、72 | 18、19    | 《再見，托比》 "Goodbye, Toby"               | 保羅·費格        | Jennifer Celotta & Paul Lieberstein | 2008年5月15日  | 8.21                  |
| 安吉拉拒絕屈服於麥可的無理要求後，菲利斯接管了派對策劃委員會，為托比的告別派對舉辦了一場盛大的抨擊。杜懷特和梅雷迪思讓新的HR霍莉蒙上陰影，讓她認為凱文有智能障礙。霍莉和麥可似乎建立了一種浪漫的聯繫，當簡從亞利桑那州回來時，這種聯繫被打斷了，她從精子捐獻者那裡懷孕了;麥可矛盾地同意説明她完成分娩過程。潘接受了在紐約為期三個月的培訓計劃，當吉姆準備向她求婚時，安迪公開向安吉拉求婚，安吉拉不情願地同意了。安吉拉後來被菲利斯撞見，她在辦公室與德懷特發生性關係。萊恩垮台被捕，因為他犯下與公司網站相關的詐欺。 |           |                                              |                  |                                     |                |                       |

### 第五季(2008年-2009年)
| 總集數 | 集數 （） | 標題                                             | 導演             | 編劇                                  | 首播日期       | 美國收視人數 （百萬） |
| --- | --------- | ------------------------------------------------ | ---------------- | ------------------------------------- | -------------- | --------------------- |
| 73、74 | 1、2      | 《減肥》 "Weight Loss"                           | 保羅·費格        | Lee Eisenberg & Gene Stupnitsky       | 2008年9月25日  | 9.34                  |
| 在夏季的八周內，Dunder Mifflin的減肥計劃使各分公司開始結石病管控體重。麥可與他的新人力資源專員荷莉建立了友誼。安迪計劃與安吉拉的婚禮，而安吉拉則繼續她與杜懷特的婚外情。 吉姆想念在紐約藝術學校上學的潘，他終於求婚了。名譽掃地的萊恩回到斯克蘭頓辦公室擔任臨時工。 |           |                                                  |                  |                                       |                |                       |
| 75 | 3         | 《職業道德》 "Business Ethics"                   | Jeffrey Blitz    | Ryan Koh                              | 2008年10月9日  | 9.25                  |
| 荷莉舉辦了一場道德研討會，但每個人都暢所欲言地談論在工作上的不道德行為。當梅瑞狄斯承認她與供應商性愛以為她提供產品折扣和牛排券時，梅瑞狄斯使麥可和荷莉之間產生裂痕。員工們排斥荷莉，但當她被人力資源主管責罵時，麥可再次支持她。同時，吉姆讓杜懷特遵守公司的“時間盜竊”政策，為他活動的每一秒計時。 |           |                                                  |                  |                                       |                |                       |
| 76 | 4         | 《迎嬰派對》 "Baby Shower"                       | Greg Daniels     | Aaron Shure                           | 2008年10月16日 | 8.28                  |
| 麥可為了迎接簡的寶寶誕生，請杜懷特幫忙模擬生產情境。但簡其實早就已經生下了小寶寶，讓麥可對這個孩子感到疏離。同時，麥可假裝對荷莉沒有興趣，但簡還是察覺兩人之間的關係，便要求他不要和荷莉交往。之後麥可向荷莉尋求安慰，兩人也因此決定開始交往。此時，吉姆和潘的遠距離關係也開始對他們之間的感情產生影響。 |           |                                                  |                  |                                       |                |                       |
| 77 | 5         | 《犯罪援助》 "Crime Aid"                         | Jennifer Celotta | Charlie Grandy                        | 2008年10月23日 | 7.98                  |
| 麥可和荷莉在辦公室發生關係，卻忘了鎖上大門，導致辦公室遭到竊賊闖入。麥可便舉辦一場義賣會，希望籌到足夠的錢彌補。在菲利斯的建議下，杜懷特給了安吉拉一個最後通牒，要她與安迪分手，但安吉拉拒絕了。另一方面，潘為了支付藝術學校的學費，找了一份兼職工作。當羅伊暗示吉姆正逐漸失去她時，讓吉姆感到更加不安與焦慮。 |           |                                                  |                  |                                       |                |                       |
| 78 | 6         | 《人事調動》 "Employee Transfer"                 | David Rogers     | Anthony Q. Farrell                    | 2008年10月30日 | 9.51                  |
| 總公司把荷莉調到納舒厄，麥可在戴洛的幫助下送她回新罕布夏州。儘管兩人原本打算繼續維持遠距離戀愛，但最終還是決定分手。潘第一次見到吉姆的哥哥們，卻因為他們聯手對吉姆開了個惡作劇玩笑而感到尷尬。杜懷特則故意成為康乃爾大學的頭號粉絲，用這種方式來折磨畢業於康乃爾的安迪。 |           |                                                  |                  |                                       |                |                       |
| 79 | 7         | 《客戶調查》 "Customer Survey"                   | 史蒂芬·默錢特    | Lester Lewis                          | 2008年11月6日  | 8.55                  |
| 杜懷特和吉姆收到客戶滿意度調查報告時發現自己得到了很低的評分，後來發現是凱莉故意在報告中動手腳，報復他們忽略她辦的慶功派對。在安吉拉的操控下，她與安迪預訂了在杜懷特的農場兼民宿）舉辦婚禮的場地。另一邊，潘 和吉姆雖然身處異地，卻透過藍牙耳機幾乎時時刻刻都保持聯繫。 |           |                                                  |                  |                                       |                |                       |
| 80 | 8         | 《商務旅行》 "Business Trip"                     | Randall Einhorn  | Lester Lewis                          | 2008年11月13日 | 8.30                  |
| 財務長大衛派麥可前往加拿大溫尼伯出差。安迪和奧斯卡隨行，兩人在旅途中意外成為朋友，甚至醉酒後一起打電話給安吉拉表達情緒。儘管麥可成功完成銷售，還發生了一夜情，但他仍對大衛表示不滿，責怪他把荷莉調職。吉姆倒數著 Pam 從藝術學校返家的日子，雖然潘有一門課沒通過，但她還是決定回到斯克蘭頓。另一方面，萊恩試圖勾引凱莉，最終讓她與 戴洛分手。                                                                                              |           |                                                  |                  |                                       |                |                       |
| 81 | 9         | 《陷害陶比》 "Frame Toby"                        | 傑森·瑞特曼      | 敏迪·卡靈                             | 2008年11月20日 | 8.31                  |
| 陶比從哥斯大黎加回來，讓麥可抓狂。他和杜懷特合作，試圖設計讓陶比被開除，甚至在他桌子裡偷偷放入所謂的「毒品」（其實是番茄起司沙拉）來誣陷他。潘則因為有人把辦公室的微波爐弄得亂七八糟卻不願清理而感到十分不滿。吉姆給了潘一個驚喜，也就是他買下了自己父母的老房子。雖然房子裡的裝潢還停留在1970年代風格，但潘還是非常喜歡。 |           |                                                  |                  |                                       |                |                       |
| 82 | 10        | 《盈餘》 "The Surplus"                           | 保羅·費格        | Gene Stupnitsky & Lee Eisenberg       | 2008年12月4日  | 8.46                  |
| 辦公室必須在年底前花掉盈餘，否則隔年將被刪減預算。員工分成兩派，紛紛拉攏麥可支持自己的提案：奧斯卡和吉姆想換一台新的影印機，而潘、史丹利和其他人則希望更換辦公椅。最後大家一致決定選擇購買椅子，以避免麥可將剩餘預算退還藉此獲得獎金。同時，杜懷特帶著安吉拉和安迪前往農場商討婚禮事宜。在模擬婚禮中，杜懷特偷偷進行了真正的結婚儀式，使安吉拉成為他的妻子。安吉拉得知後大怒，計畫申請撤銷這段婚姻。                                      |           |                                                  |                  |                                       |                |                       |
| 83 | 11        | 《摩洛哥聖誕節》 "Moroccan Christmas"            | 保羅·費格        | Justin Spitzer                        | 2008年12月11日 | 8.76                  |
| 菲莉絲舉辦了一場摩洛哥主題的耶誕派對，卻因梅瑞狄斯在醉酒跳肚皮舞時頭髮著火而陷入混亂，麥可立刻介入，並試圖強迫梅瑞狄斯接受戒酒治療。另一方面，杜懷特靠販售熱門耶誕玩具「獨角獸公主」大賺一筆。菲莉絲持續在派對籌辦委員會中刁難安吉拉，當安吉拉終於反擊時，菲莉絲卻當眾揭露她與杜懷特的婚外情，讓眾人震驚不已（除了毫不知情的安迪）。 |           |                                                  |                  |                                       |                |                       |
| 84 | 12        | 《決鬥》 "The Duel"                              | Dean Holland     | Jennifer Celotta                      | 2009年1月15日  | 8.49                  |
| 辦公室氣氛緊繃，因為安迪至今仍不知道安吉拉與杜懷特的外遇關係。在麥可告訴他實情後，杜懷特與安迪決定決鬥。當兩人發現安吉拉其實同時與他們發生關係後，便各自與她分手。另一方面，麥可前往紐約與大衛會面，對方想了解麥可的管理方法，因為史克蘭頓分部表現異常亮眼；然而，麥可對自己的成功毫無頭緒。 |           |                                                  |                  |                                       |                |                       |
| 85 | 13        | 《王子家族紙業》 "Prince Family Paper"           | Asaad Kelada     | B·J·諾瓦克                            | 2009年1月22日  | 8.76                  |
| 應大衛的要求，麥可與杜懷特臥底調查競爭對手「王子紙業」。然而對方是一家由和善家庭經營的小型企業，這讓麥可在將調查結果交給大衛時感到非常掙扎。與此同時，辦公室的其他人則為了一個問題展開激烈辯論：「希拉蕊·史旺到底算不算性感？」最後雙方票數打成平手，直到麥可隨口投下關鍵一票：「算」，才讓這場辯論塵埃落定。 |           |                                                  |                  |                                       |                |                       |
| 86、87 | 14、15    | 《緩解壓力》 "Stress Relief"                     | Jeffrey Blitz    | Paul Lieberstein                      | 2009年2月1日   | 22.91                 |
| 杜懷特設計了一場火災演習，卻引發辦公室一片恐慌，導致史丹利心臟病發。隨著整體壓力指數飆升，麥可嘗試各種方法幫助員工放鬆，最後卻發現自己其實是大家壓力的最大來源。為了彌補，他舉辦了一場毫不保留的自我吐槽大會，卻在面對同事們的玩笑時感到受傷。另一方面，安迪、潘與吉姆一起偷看了一部非法電影，裡頭客串演出的包括傑克·布萊克、潔西卡·艾巴與克蘿莉絲·利奇曼。此時，潘的父母正面臨婚姻危機，在潘的父親聽到吉姆對潘深情告白後，最終選擇分開。 |           |                                                  |                  |                                       |                |                       |
| 88 | 16        | 《巡迴演講：第一部分》 "Lecture Circuit: Part 1" | Ken Kwapis       | 敏迪·卡靈                             | 2009年2月5日   | 8.48                  |
| 麥可展開分公司巡迴演講之旅，分享史克蘭頓分部的成功經驗，潘則擔任他的司機同行。在烏提卡分部，麥可的演講表現不佳，不過潘與已婚且懷孕的凱倫重逢並釋懷，這也讓麥可受到啟發，前往納舒厄分部尋求與荷莉的情感收尾。與此同時，杜懷特與吉姆接手派對籌辦委員會，卻忘記了凱莉的生日，只能急忙補救。安迪則對史丹利的一位客戶產生好感。 |           |                                                  |                  |                                       |                |                       |
| 89 | 17        | 《巡迴演講：第一部分》 "Lecture Circuit: Part 2" | Ken Kwapis       | 敏迪·卡靈                             | 2009年2月12日  | 9                     |
| 麥可與潘抵達納舒厄分部，卻得知荷莉休假數日未在辦公室。當麥可發現荷莉已有新男友後深感失落，最終只能由潘代為完成演講。麥可隨後在荷莉的電腦中發現一份寫給他的私人檔案，潘讀過後告訴他，荷莉其實仍然在乎他。另一方面，杜懷特與吉姆繼續努力替凱莉補辦生日派對，最終以「可選擇一小時看電視或午睡」的新派對主題讓她感到滿意。安吉拉則因新裝設的保母監視器引發騷動，眾人意外目睹她與寵物之間異常的互動，紛紛側目。                                |           |                                                  |                  |                                       |                |                       |
| 90 | 18        | 《血液驅動》 "Blood Drive"                       | Randall Einhorn  | Brent Forreste                        | 2009年3月5日   | 8.54                  |
| 情人節來臨，辦公室瀰漫著浪漫與尷尬的氣氛。麥可在參加情人節捐血活動時，對一位不慎遺失手套的女性產生好感，隨後展開如同灰姑娘故事般的尋人之旅。辦公室員工則紛紛分享自己最糟糕的分手經驗，並共同舉辦一場「寂寞芳心派對」，為麥可的邂逅加油打氣。另一方面，吉姆與潘與菲莉絲及鮑伯共進午餐，卻因不小心聽見兩人在洗手間的親密聲音而場面陷入尷尬。                                                                                                |           |                                                  |                  |                                       |                |                       |
| 91 | 19        | 《金票》 "Golden Ticket"                         | Randall Einhorn  | 敏迪·卡靈                             | 2009年3月12日  | 8.54                  |
| 未經總公司行銷部門同意，麥可擅自推出靈感來自《巧克力冒險工廠》的「金獎券」活動，將金色票券放入客戶的紙箱中，得獎者可享有全年 9 折優惠。然而活動適得其反，五張票全數落入同一個大客戶手中，導致鄧德米弗林陷入財務危機。大衛得知後震怒，麥可試圖將責任推給杜懷特。與此同時，安迪、吉姆與潘各自給了凱文不同的戀愛建議，幫助他追求在情人節聯誼上認識的琳恩。                                                                                   |           |                                                  |                  |                                       |                |                       |
| 92 | 20        | 《金票》 "Golden Ticket"                         | 保羅·費格        | Lee Eisenberg & Gene Stupnitsky       | 2009年3月19日  | 8.07                  |
| 麥可與新上任、作風強硬的地區副總裁查爾斯·邁納（由伊卓瑞斯·艾巴客串）發生衝突，查爾斯甚至解散了派對籌辦委員會，並取消麥可的 15 週年慶祝派對。吉姆也因一起惡作劇當場被查爾斯抓包，兩人關係一開始就不太順利。另一方面，凱莉與安吉拉則不約而同對查爾斯產生好感。在與大衛對質、為派對不滿後，麥可憤而辭去鄧德米弗林的職務。 |           |                                                  |                  |                                       |                |                       |
| 93 | 21        | 《兩週》 "Two Weeks"                             | Paul Lieberstein | Aaron Shure                           | 2009年3月19日  | 8.65                  |
| 麥可進入最後兩週的離職倒數，工作態度比以往更加散漫。潘雖成功設定好新的影印機，卻對自己的工作感到毫無成就感。麥可決定自行創立紙業公司，儘管他極力遊說員工加入，卻無人響應，最終在查爾斯的憤怒下被強行帶離辦公室。不過，就在他離開時，潘意外地決定加入他的新創事業，擔任銷售人員。 |           |                                                  |                  |                                       |                |                       |
| 94 | 22        | 《夢之隊》 "Dream Team"                          | 保羅·費格        | B·J·諾瓦克                            | 2009年4月9日   | 7.32                  |
| 麥可與潘依照一張待辦清單，艱難地推進新公司創立進程。他們將辦公室設於鄧德米弗林大樓內的一間儲藏室，並招募了染金髮的萊恩加入，還短暫雇用了麥可先前電話行銷工作的同事維克拉姆。另一方面，杜懷特不斷激將吉姆，讓他在與查爾斯的足球比賽中與之正面交鋒，起因是同事們紛紛拍查爾斯馬屁、討好他的運動熱情。最終，麥可成功將大樓中的一間大型儲物間改造成紙業公司的總部。                                                                            |           |                                                  |                  |                                       |                |                       |
| 95 | 23        | 《麥可史考特紙業》 "Michael Scott Paper Company" | Gene Stupnitsky  | Justin Spitzer                        | 2009年4月9日   | 8.02                  |
| 麥可、潘與萊恩在狹小辦公空間中共事，逐漸感到壓力與不適。他們舉辦了「紙張與鬆餅」午餐會試圖拓展業務，卻在準備放棄之際，潘成功完成了她在公司中的第一筆銷售，讓三人重燃希望。另一方面，杜懷特與安迪因同時對新任接待員艾琳產生好感，原本意外建立的友誼開始出現裂痕。吉姆則整日困惑於查爾斯交代的任務，提供一份「簡報摘要」到底是什麼意思。 |           |                                                  |                  |                                       |                |                       |
| 96 | 24        | 《激烈競爭》 "Heavy Competition"                 | Ken Whittingham  | Ryan Koh                              | 2009年4月16日  | 8.37                  |
| 杜懷特將查爾斯視為新偶像，與麥可之間的緊張關係加劇，雙方為了搶奪彼此的客戶展開角力。安迪試圖向吉姆與潘推銷自己那套被迫取消的婚禮計畫，轉而希望滿足吉姆的情感需求。吉姆趁機惡整安迪，卻也真誠地安慰他，未來一定能再次找到愛情。最終，麥可成功搶下杜懷特最大的客戶，取得階段性勝利。 |           |                                                  |                  |                                       |                |                       |
| 97 | 25        | 《破產》 "Broke"                                 | 史提夫·卡爾      | Charlie Grandy                        | 2009年4月23日  | 7.28                  |
| 吉姆逐漸看出查爾斯其實是個愛拍馬屁的人，而查爾斯也終於察覺杜懷特古怪的個性。儘管麥可、潘與萊恩成功搶下數個重要客戶，但他們很快發現，公司的營運模式無法維持超過一個月，遲早會面臨倒閉。杜懷特得知此事後，試圖向查爾斯揭露這項消息，卻遭吉姆設計阻撓。另一方面，大衛·華勒斯開始調查麥可紙業公司的「成功」之道，麥可等人則設法隱瞞財務困境，最終成功促成公司被收購的協議。麥可順利重返鄧德米弗林擔任原職，而潘與萊恩也一同獲聘為銷售人員。   |           |                                                  |                  |                                       |                |                       |
| 98 | 26        | 《休閒星期五》 "Casual Friday"                   | Brent Forrester  | Anthony Q. Farrell                    | 2009年4月30日  | 7.41                  |
| 麥可試圖調解銷售團隊之間的客戶分配爭議，因為部分員工認為他偏袒前「麥可·史考特紙業公司」的成員。最終，潘與萊恩被迫將原本搶來的客戶歸還，而客戶數量減少後，麥可面臨必須裁員的難題。最後他選擇留下潘，讓萊恩重新回到臨時職員的身分。與此同時，陶比開始處理辦公室裡員工對「休閒星期五」服裝規範過於隨意的問題，引發一連串尷尬與衝突。 |           |                                                  |                  |                                       |                |                       |
| 99 | 27        | 《咖啡迪斯可》 "Cafe Disco"                      | Randall Einhorn  | Warren Lieberstein & Halsted Sullivan | 2009年5月7日   | 7.85                  |
| 為了打破查爾斯留下的緊繃工作氣氛，麥可在樓下閒置的辦公室空間設立了一間「咖啡迪斯可」休憩室，希望幫助員工紓壓。雖然一開始大多數人抱持抗拒態度，但最終包括安吉拉在內的所有人都加入了派對，而凱莉與安迪更在舞池上展開即興舞蹈對決，氣氛熱烈。吉姆與潘原本計劃私奔結婚，但在思考後決定暫緩。另一方面，菲莉絲一度懷疑鮑伯可能外遇，但當她說出口後也覺得太過荒謬而打消念頭。最終，「咖啡迪斯可」意外成為全辦公室的放鬆新天堂。                  |           |                                                  |                  |                                       |                |                       |
| 100 | 28        | 《公司野餐》 "Company Picnic"                    | Ken Kwapis       | Jennifer Celotta & Paul Lieberstein   | 2009年5月14日  | 6.77                  |
| 在一年一度的鄧德米弗林公司野餐日上，麥可與荷莉再度重逢，並一同演出了一段諷刺小短劇，卻不慎在不適當的場合中揭露水牛城分部即將關閉的消息，引發現場尷尬氣氛。儘管重逢讓麥可內心激動，他最終仍選擇不對荷莉表白心意。另一方面，史克蘭頓分部在排球比賽中表現亮眼，意外發現潘其實是排球高手。但比賽期間她不慎扭傷腳踝，與吉姆一同前往醫院照X光時，兩人得知潘已懷孕。                                                                             |           |                                                  |                  |                                       |                |                       |

## 得獎紀錄
*以下僅列出得獎之獎項，其他獎項提名及相關資訊詳見《辦公室》得獎及提名列表 （页面存档备份，存于）（英文）。
**得獎獎項依英文字母順序排列。
2006年
- 艾美獎（Emmy Awards）
  - 最佳喜劇
- 金球獎（Golden Globe Awards）
  - 最佳電視音樂/喜劇類男演員：史提夫·卡爾
- 電視影評協會獎（Television Critics Association Awards）
  - 最佳喜劇類戲劇
  - 最佳喜劇類演員：史提夫·卡爾
- 女性形象網路獎（Women's Image Network Awards）
  - 最佳喜劇
  - 最佳女演員：珍娜·費雪

2007年
- 日間艾美獎（Daytime Emmy Awards）
  - 最佳寬頻節目
- 美國剪輯工會獎（Eddie Award – American Cinema Editors）
  - 最佳半小時電視劇剪輯
- 艾美獎
  - 最佳喜劇類單機畫面剪輯
  - 最佳喜劇類影集編劇
- 美國有色人種民權促進協會獎（NAACP Image Awards）
  - 最佳喜劇導演
- 皮博迪獎（Peabody Awards）
- 美國製片人協會獎（Producers Guild Awards ）
  - 情景電視喜劇
- 美國演員工會獎（Screen Actors Guild Awards）
  - 最佳整體表演喜劇
- 威比獎（Webby Awards）
  - 喜劇類：個別短片或單集 - 最佳電視網站
  - 喜劇類：個別短片或單集 - 人民之聲：最佳電視網站
- 美國作家協會獎（Writers Guild of America Awards）
  - 最佳喜劇
  - 喜劇編劇：史提夫·卡爾

2008年
- 美國演員工會獎
  - 最佳整體表演喜劇

2009年
- 艾美獎
  - 最佳喜劇導演
- 美國作家協會獎（Writers Guild of America Awards）
  - 最佳喜劇導演

## 外部連結
- （英文）官方網站 （页面存档备份，存于）
- （英文）互联网电影数据库（IMDb）上《我們的辦公室》的资料（英文）